# 豐盛苑

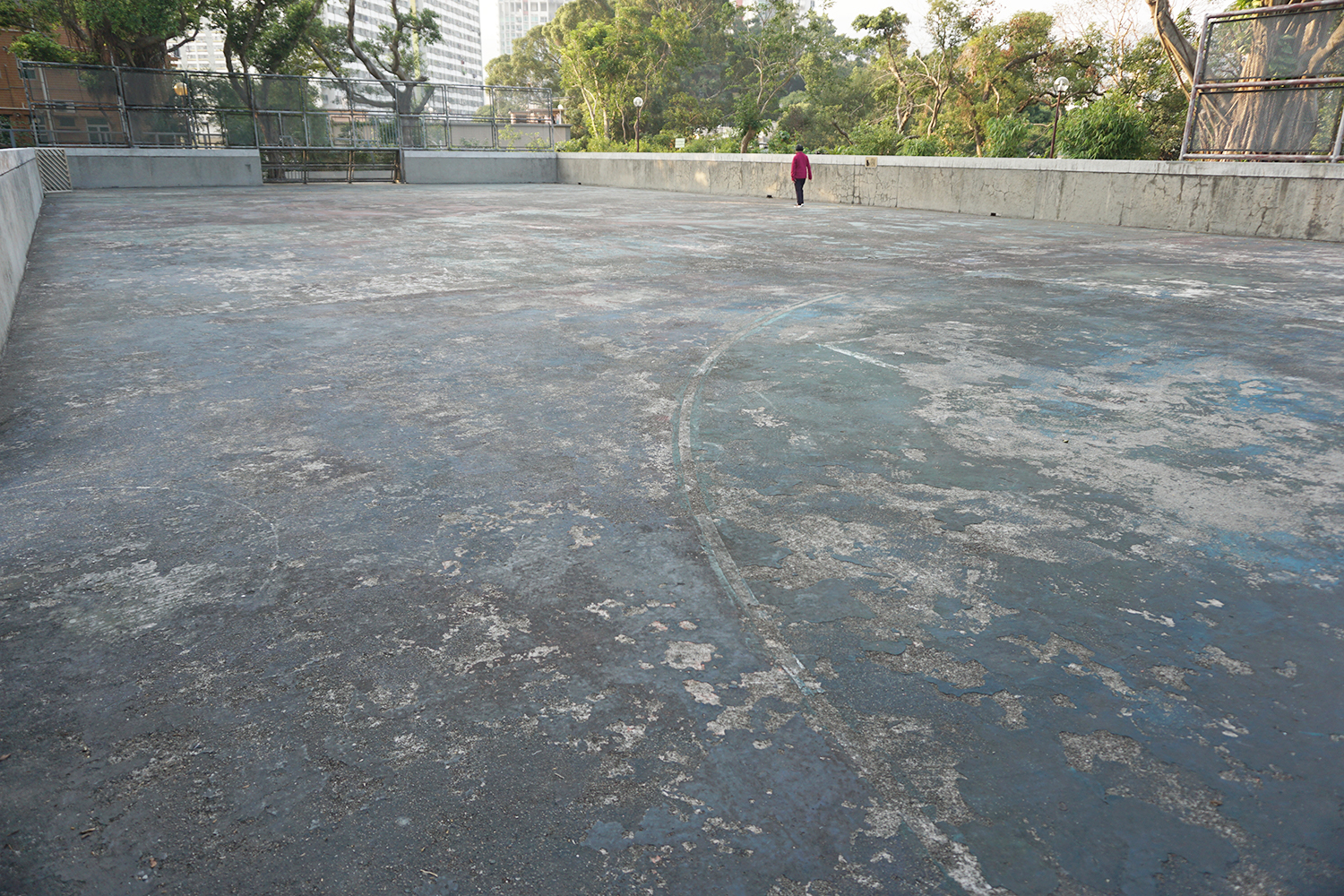
足球場

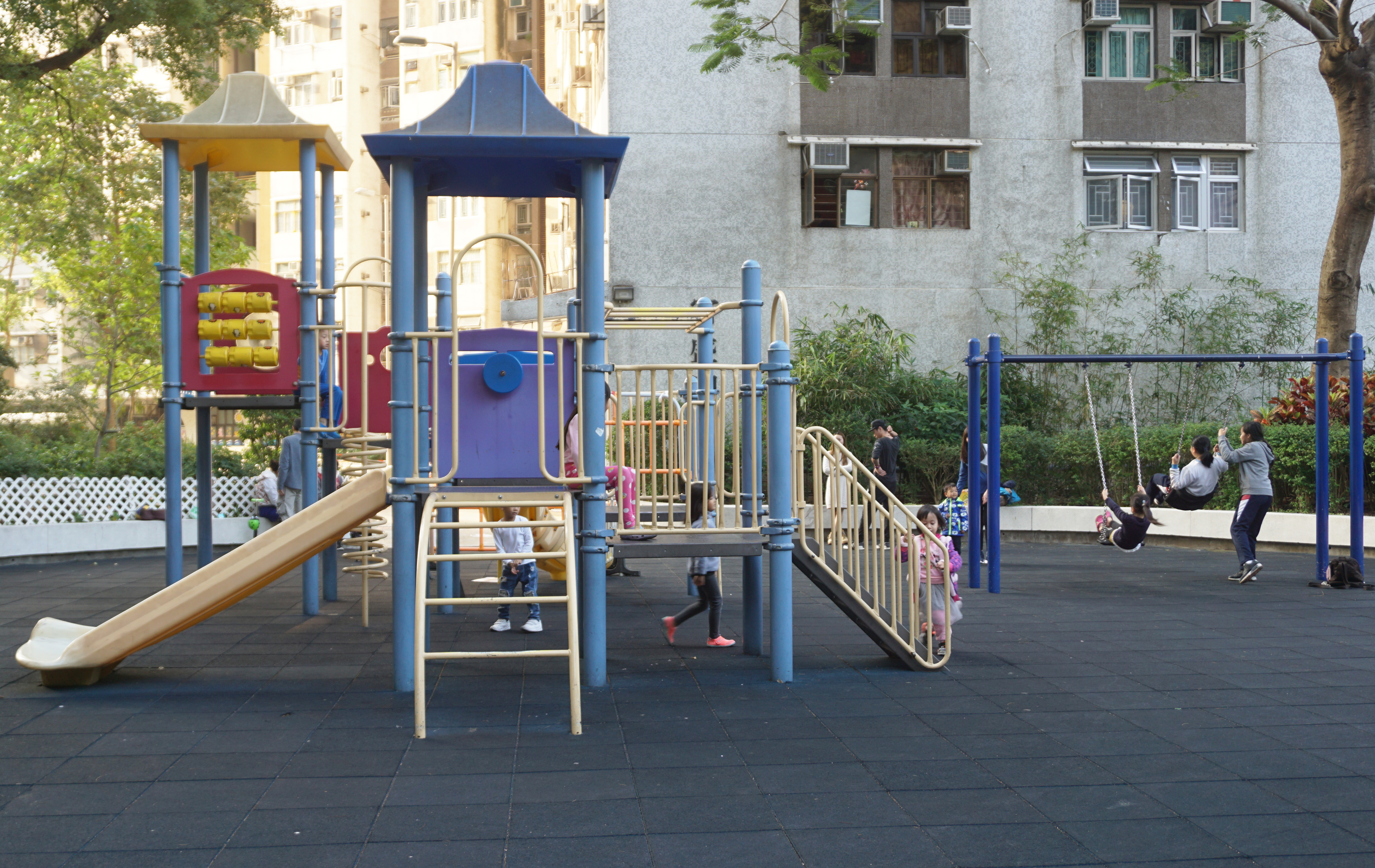
兒童遊樂場

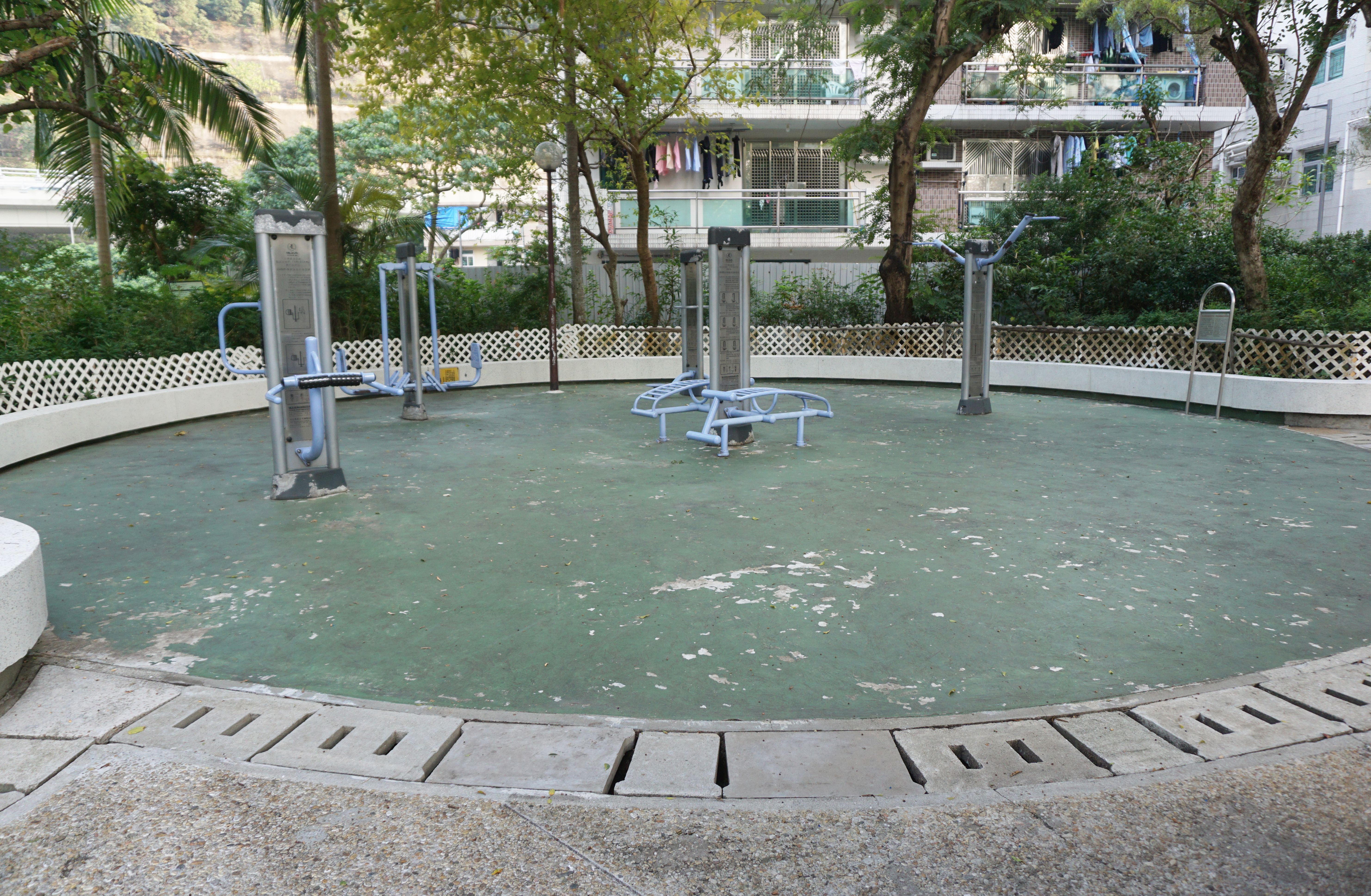
健體區

豐盛苑（英語：Fung Shing Court）是與香港沙田區秦石邨同期建成的居者有其屋屋苑，原先為秦石邨第二期，隨後甄選為居屋；屋苑共有三座樓宇，於1985年落成，原址為沙田頭新村。此屋苑在當年發售時，與同款大廈均只接納綠表人士選購。

## 屋苑資料

### 樓宇
| 樓宇名稱（座號）    | 門牌號碼  | 樓宇類型 | 落成年份 | 層數 | 每層伙數 | 單位數目（伙） | 承建商   | 提供升降機的廠商 | 期數 | 原樓宇名稱   |
| ------------------- | --------- | -------- | -------- | ---- | -------- | -------------- | -------- | ---------------- | ---- | ------------ |
| 榮盛閣（A座/第4座） | 豐石街2號 | Y2型     | 1985年   | 34   | 24       | 816            | 鴻運建築 | 美善高 （通力）  | 2    | 秦石邨石基樓 |
| 華盛閣（B座/第5座） | 豐石街4號 | Y2型     | 1985年   | 34   | 24       | 816            | 鴻運建築 | 美善高 （通力）  | 2    | 秦石邨石明樓 |
| 富盛閣（C座/第6座） | 豐石街6號 | Y2型     | 1985年   | 34   | 24       | 816            | 鴻運建築 | 美善高 （通力）  | 2    | 秦石邨石瑩樓 |

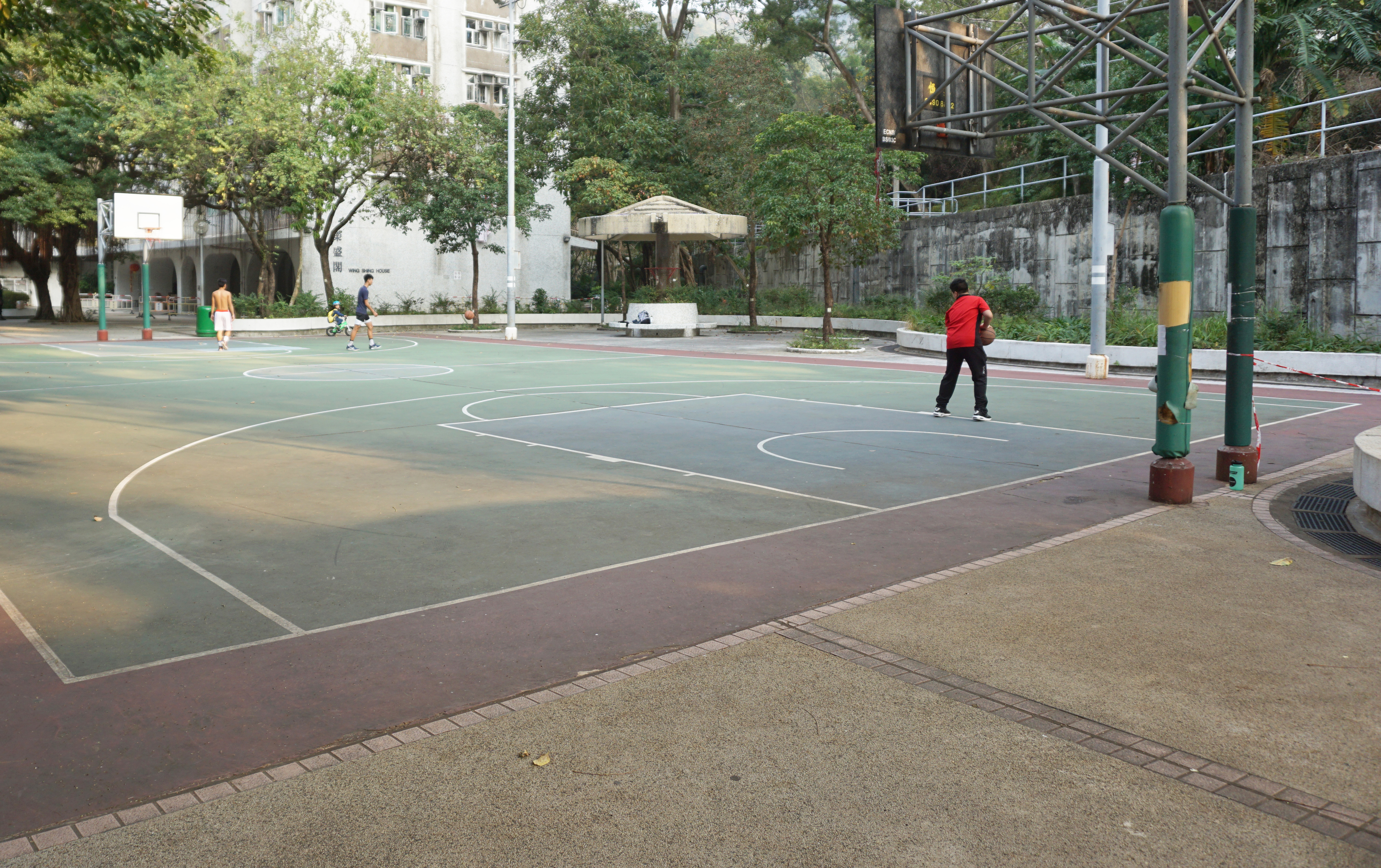
籃球場
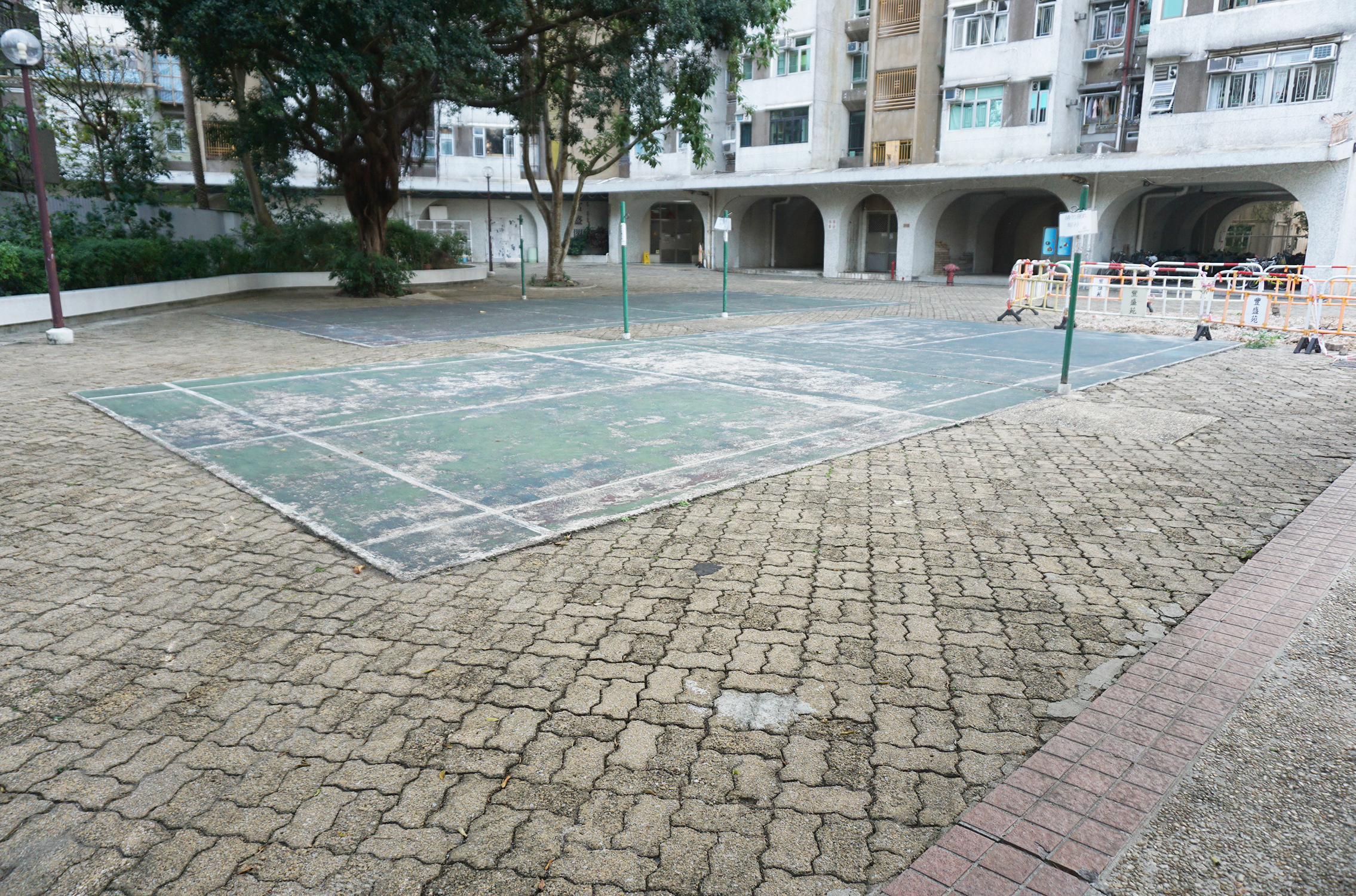
羽毛球場及單車停泊處
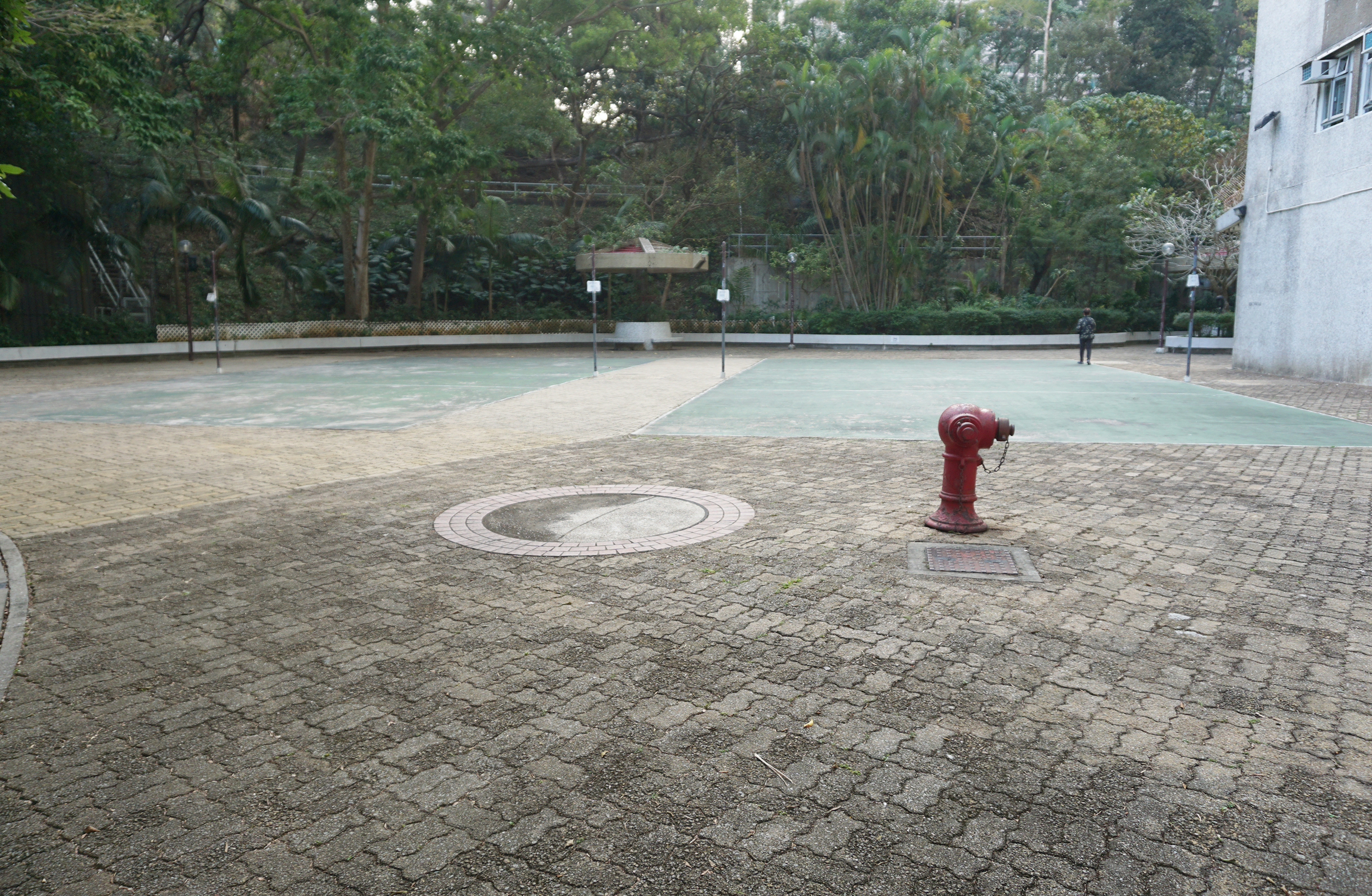
排球場
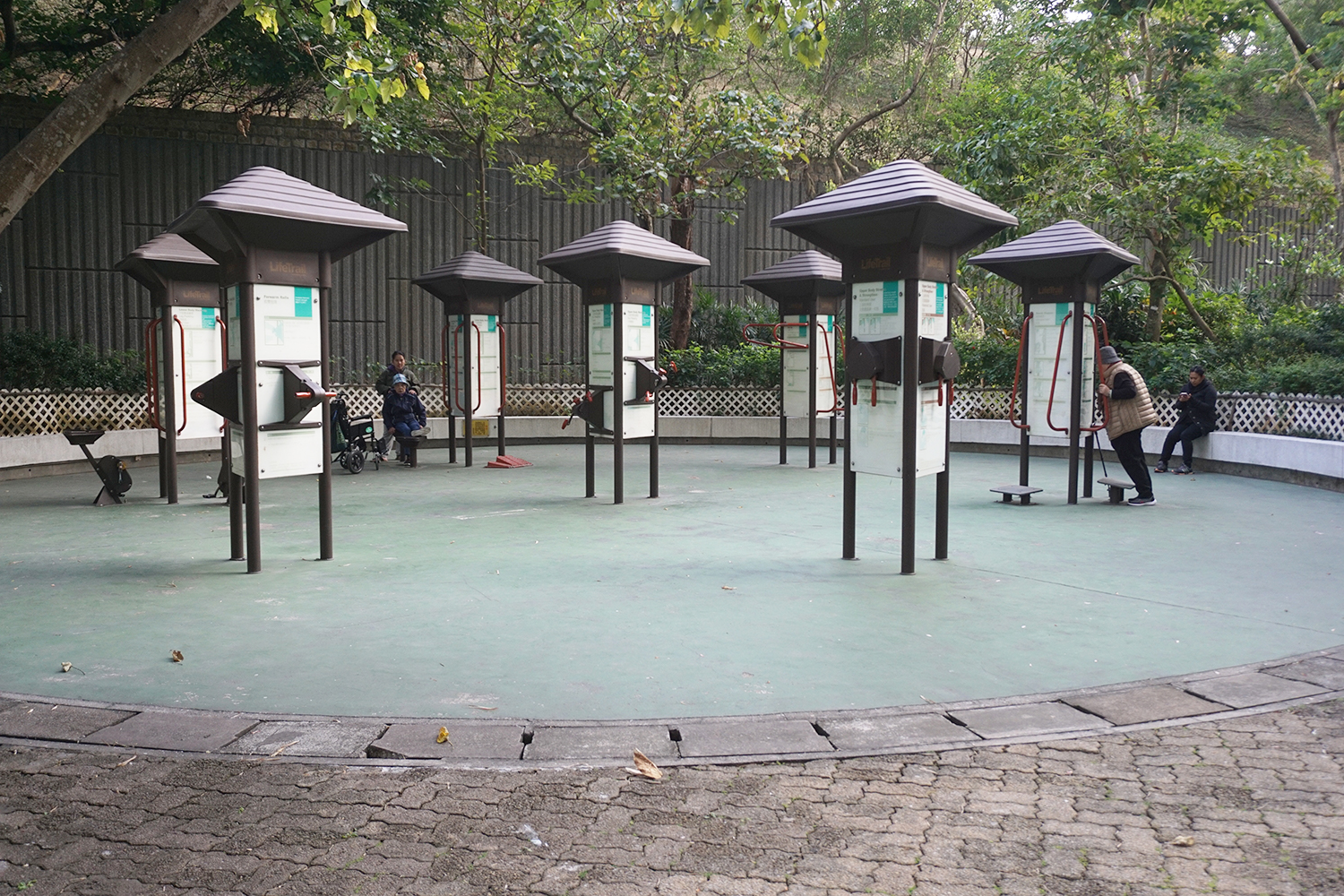
健體區（2）
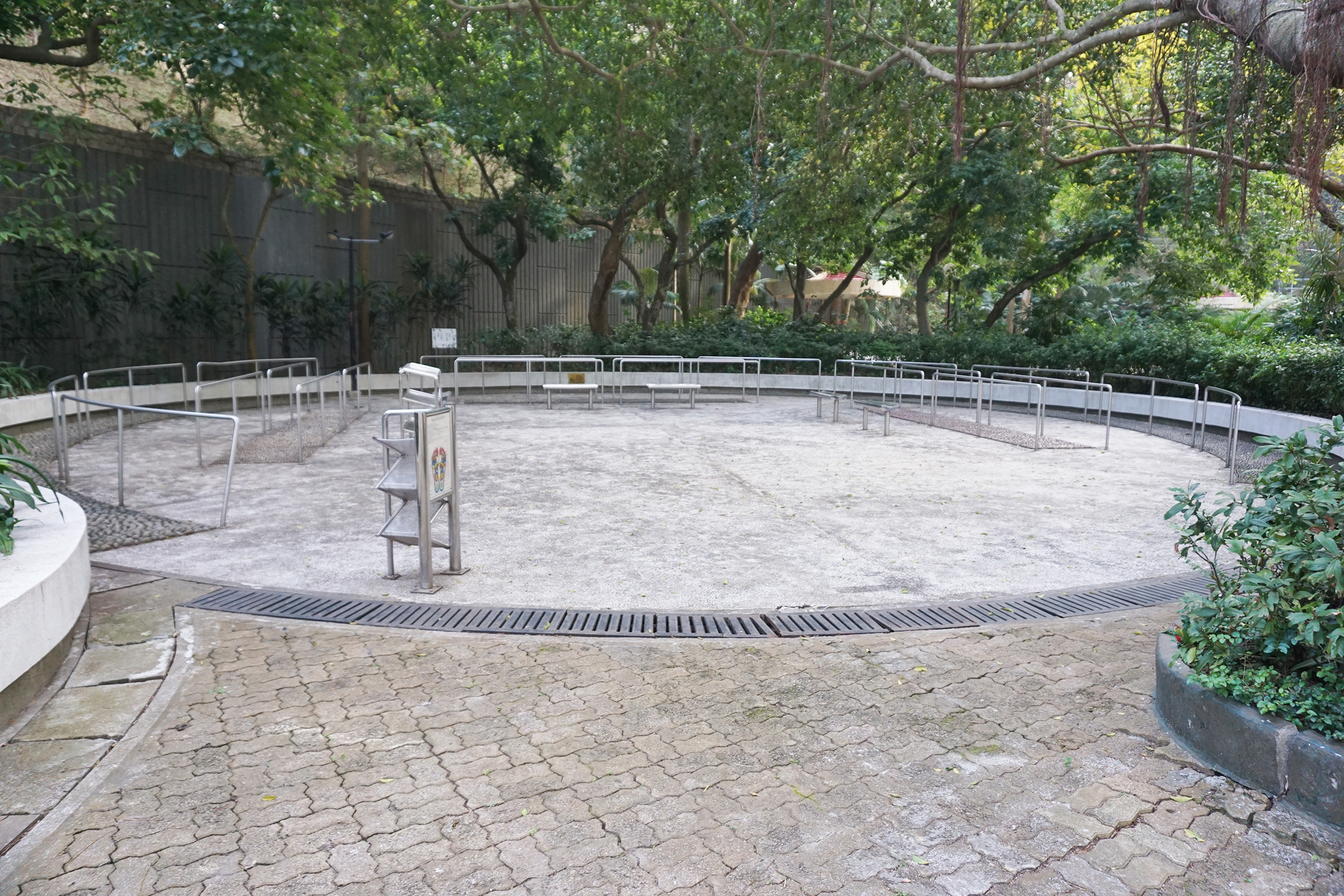
卵石路步行徑
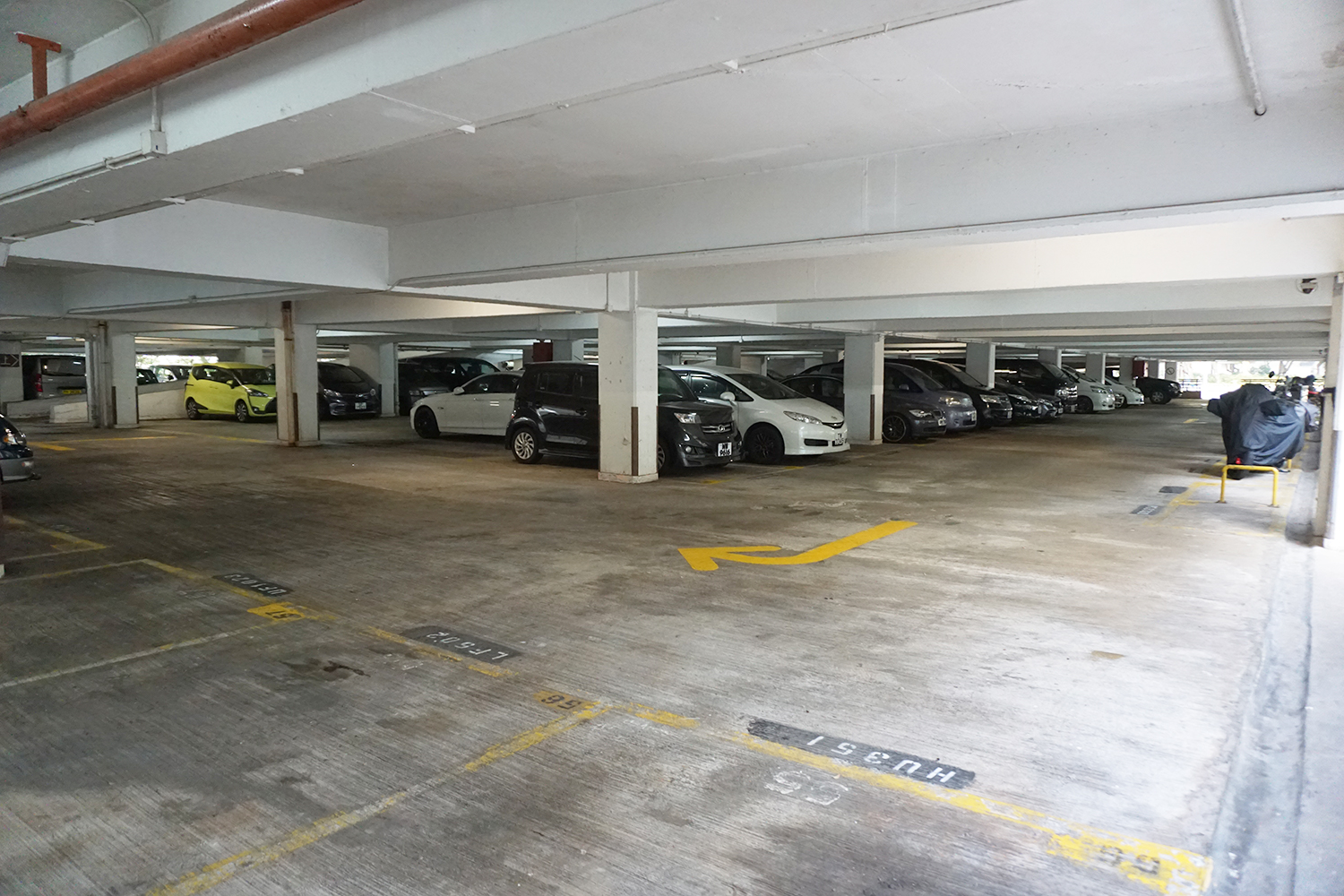
停車場

### 教育設施
香港房屋委員會在興建豐盛苑和秦石邨的同時，亦同時興建了一間幼稚園、兩間小學及一間中學，分別為：
- 藍如溪盛成皿教育基金邊陳之娟幼稚園 （页面存档备份，存于）（1986年創辦）（位於豐盛苑富盛閣B翼地下）
- 宣道會陳元喜小學（已於2021年遷往前崇蘭中學校舍，2022年起改建為教聯會轄下「愛國教育資源中心」[5]）
- 佛教明珠學校（已於2009年殺校，到2014年由天主教郭得勝中學及沙田循道衞理中學共同租用）
- 天主教郭得勝中學

### 鼠患問題及治理方法
2017年，屋苑飼養了兩隻流浪貓以治鼠患。

## 重大事件
- 1983年8月16日，沙田政務專員鄧國威帶領區議員，前赴當時仍為秦石邨二期的豐盛苑工地進行視察[8]。
- 2019年11月6日凌晨4時許，富盛閣9樓一個單位發生奪命火警。事發單位在客廳著火，母親出外報警，而女兒與父親返回房間躲避，惟其後消防到場營救時發現女兒卻葬身火海。《100毛》證實女死者為26歲女主播「銀紙彤」曾穎欣。火警亦造成兩人受傷。[9]火警期間火勢相當猛烈，波及10樓和11樓單位的外牆晾衫架，其中11樓一單位牆身嚴重熏黑，窗框亦燒至扭曲。單位內的多個電器亦被焚毁。有住戶表示曾用消防喉救火，但發現無水。[10]
- 2021年12月31日，華盛閣19樓一個正在進行裝修的單位內發生工業意外。一名裝修工人頸上的毛巾不慎被電動打磨機捲着，最終窒息致死。死者女兒因久久未能連絡，透過智能手機的定位功能找到地點並報警而揭發事件。[11][12]